# Dorothea Schlözer

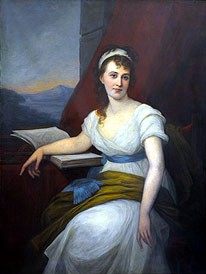
Dorothea von Rodde-Schlözer, um 1800

Freifrau Dorothea von Rodde-Schlözer (* 10. August 1770 in Göttingen; † 12. Juli 1825 in Avignon, Frankreich) war eine deutsche Philosophin und Salonnière. Sie zählt zu der als „Universitätsmamsellen“ bekannten Gruppe Göttinger Gelehrtentöchter des 18. Jahrhunderts und promovierte 1787 als zweite Frau in Deutschland.

## Leben

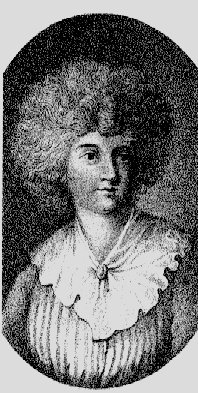
Dorothea Schlözer

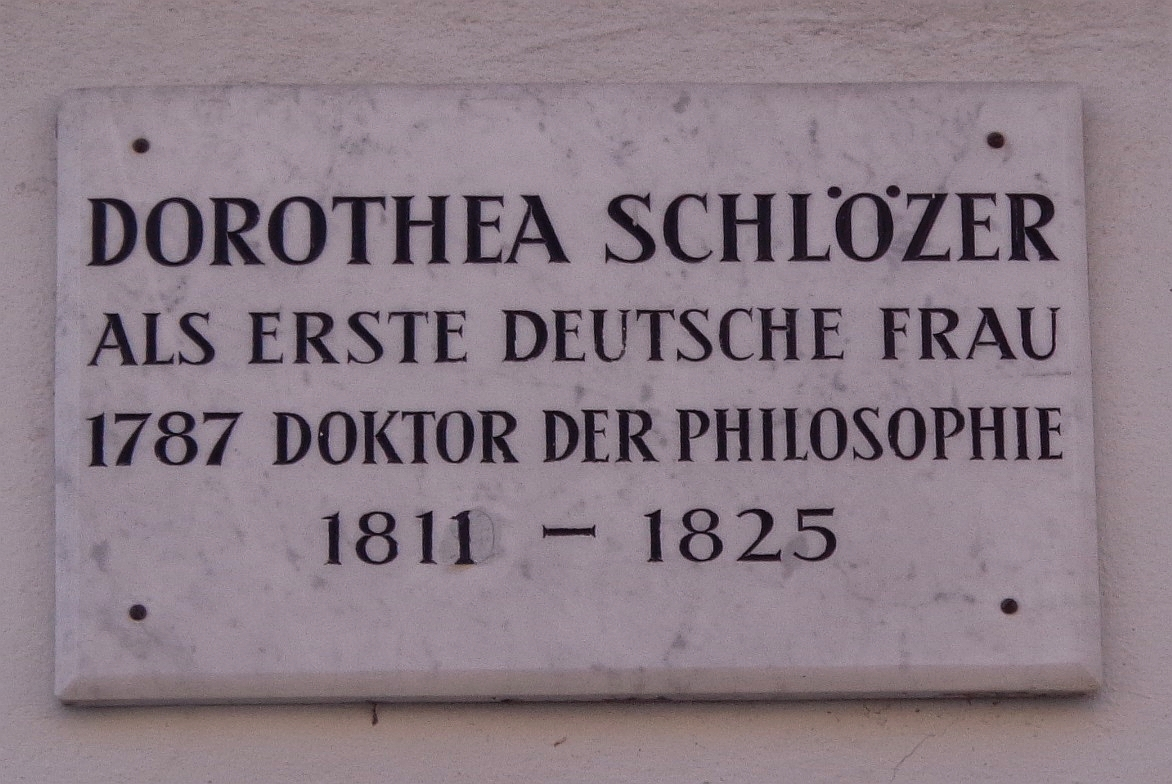
Göttinger Gedenktafel für Dorothea Schlözer

### Frau Doktor
Schlözer war die Tochter von August Ludwig von Schlözer, einem Göttinger Professor für Staatsrecht und Geschichte, und Caroline Friederike von Schlözer (geb. Roederer), einer Kunstmalerin und -stickerin. Sie erlernte mit vier Jahren schreiben und begann sich ein Jahr später mit Geometrie, Französisch und Latein zu beschäftigen. Als Sechzehnjährige beherrschte sie zehn Sprachen. Belletristik und Poesie waren vom Unterricht ausgeschlossen; nur die Aeneis durfte als historisches Werk gelesen werden. Der künstlerische Unterricht bestand in Zeichnen und Musik. „Mein Dortgen spielte schon 1778 öffentlich auf dem Klavier in einem Konzert; voriges Jahr sang sie öffentlich zu unserem Universitätskonzert“, vermerkt der Vater stolz.
Ansichten und Erziehungsmethoden des Vaters fanden in der Göttinger Umgebung nur wenig Verständnis. Caroline Michaelis, auch eine der Professorentöchter, urteilte:

„Man schätzt ein Frauenzimmer nur nach dem, was sie als Frauenzimmer ist. Ein redendes Beispiel davon habe ich an der Prinzeßin von Gallizin, die hier war, gesehen, sie war eine Fürstinn, hatte viel Gelehrsamkeit und Kenntniße, und war mit alledem der Gegenstand des Spotts und nichts weniger als geachtet.“

Caroline Michaelis urteilte in späteren Jahren weniger eng, doch ihre damalige Sicht entsprach sicher dem, was man sich in der Göttinger Academia über Vater Schlözers Ehrgeiz dachte.
1781/1782 durfte Dorothea ihren Vater auf einer Studienreise nach Rom begleiten. Dort machten sie unter anderem die Bekanntschaft von Wilhelm Heinse, dem Dichter des Ardinghello, der mit Vergnügen für die 11-jährige Dorothea den Cicerone machte. Davon schien dem Vater dann doch einiges bedenklich:

„Dem Statüenbegücken bin ich gram geworden; es ist soviel Unzüchtiges dabei. Auch Dortchen gewöhnt sich die Kunstsprache an: sie schwatzt von weichem Fleisch an marmornen Statüen.“

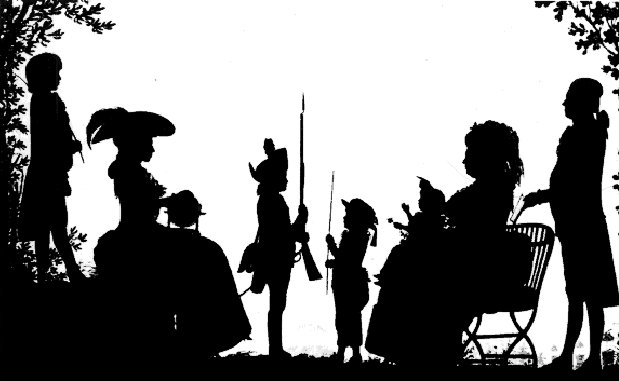
Professor Schlözer mit Frau und seinen fünf Kindern, Tochter Dorothea mit Globus, Silhouette auf Glas, 1784

Zum 50. Jahrestag der Inauguration der Universität Göttingen, am 17. September 1787, wurde sie mit 17 Jahren rite (also mit der schlechtestmöglichen Note) zum Dr. phil. promoviert. Dieses Promotionsverfahren ging auf eine Initiative von Johann David Michaelis zurück. Es umfasste eine nichtöffentliche Prüfung in deutscher (nicht lateinischer) Sprache, ohne Vorlage einer Dissertation und ihre Verteidigung. Das Promotionsexamen erfolgte am 25. August im Michaelishaus, dem Haus des Dekans der philosophischen Fakultät, durch acht Professoren über 3½ Stunden und betraf die Gebiete der klassischen Literatur (Horaz), Bergbau, Baukunst und Mathematik. Dorothea von Schlözer wurde damit als zweite Frau nach Dorothea Christiane Erxleben in Deutschland promoviert. Schiller bezeichnete die Promotion in einem Brief an Körner als „Schlözers Farce mit seiner Tochter, die doch ganz erbärmlich ist“.
Zusammen mit ihrem Vater verfasste sie ein Fachbuch zur Münz-, Geld- und Bergwerks-Geschichte des russischen Kaiserreichs im 18. Jahrhundert, das 1791 bei Vandenhoeck & Ruprecht in Göttingen herausgegeben wurde.

### Lübeck

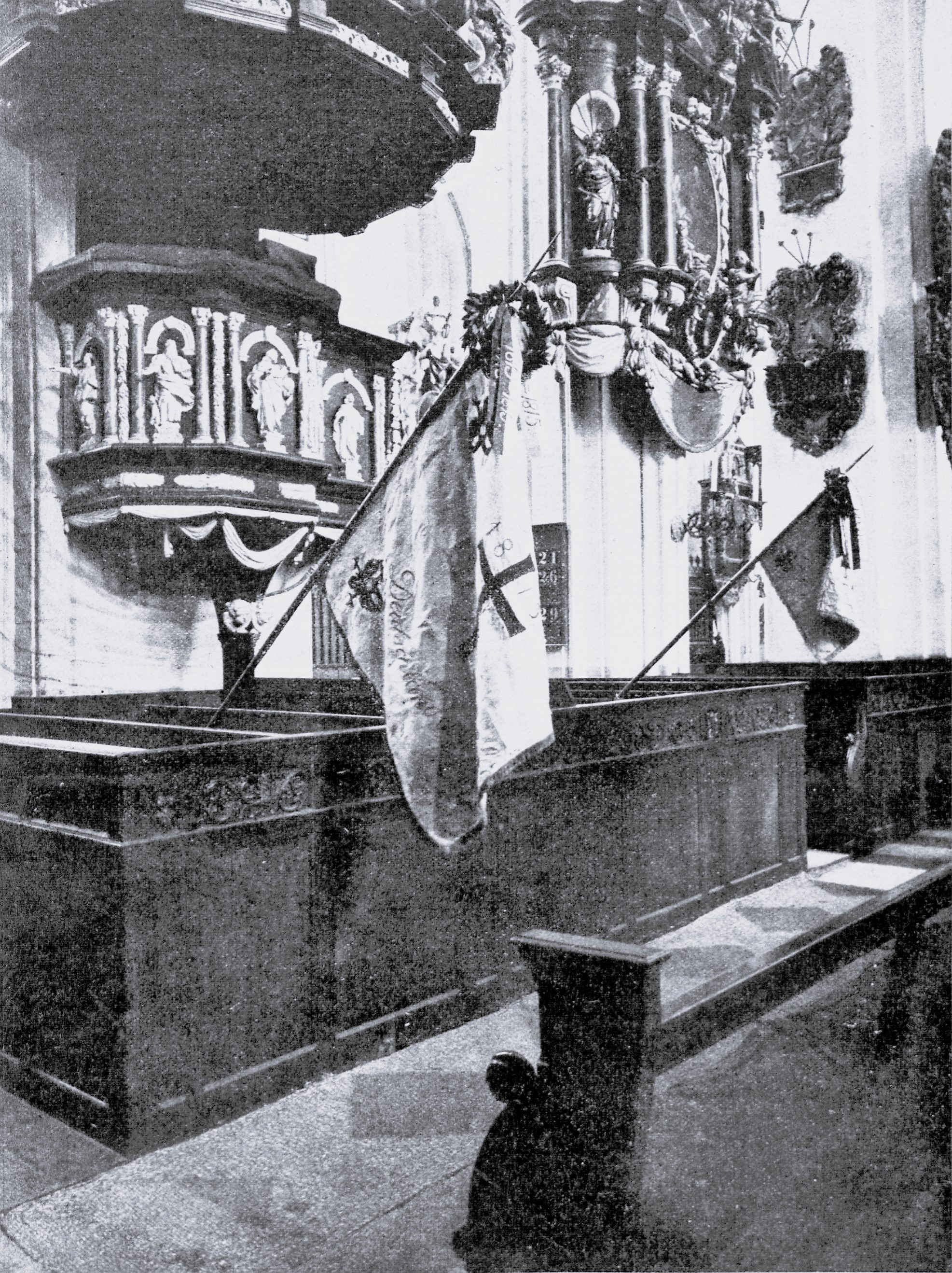
Fahne und Standarte am 9. März 1913 unter der Kanzel der Marienkirche

Dorothea Schlözer heiratete 1792 den Reichsfreiherrn (1803) und Bürgermeister (1806) Mattheus Rodde in Lübeck:
Das Paar bekam drei Kinder: Augusta (1794–1820), Dorothea (* 1796) und August Ludwig (1798–1821). Fortan unterschrieb sie mit Rodde-Schlözer und kann damit als Erfinderin des deutschen Doppelnamens gelten. Die Familie Rodde war vor allem im Handel mit Russland tätig.
Nach der Geburt des ersten Kindes lernte sie 1794 in Göttingen Charles de Villers kennen, einen französischen Philosophen und Artillerieoffizier im Exil. Ab Juli 1797 wurde er zum ständigen Hausgast der Roddes, die Dreiecksbeziehung endete erst mit Villers Tod 1815. Während der Plünderungen Lübecks durch Napoleons Truppen im November 1806 gelang es Villers, Schlimmeres für das Haus und die Stadt zu verhindern. Diese Ereignisse beschreibt er ausführlich in seinem Brief an Fanny de Beauharnais, eine Napoleon nahestehende französische Salonnière. Der Brief wurde publiziert und die Plünderung Lübecks wurde dadurch in ganz Europa bekannt und erregte Anteilnahme.
Im März 1813 bestickten die Frauen der Familie Platzmann und Demoiselle Rodde die Fahnentücher der Hanseatischen Legion in Lübeck. Deren Inschriften waren „Gott mit uns“ und „Deutschland oder Tod“.
In Lübeck führte Dorothea Rodde-Schlözer einen aufgeklärten Salon; sie verkehrte aber auch mit den intellektuellen Kreisen in der benachbarten Residenzstadt Eutin, dem damaligen „Weimar des Nordens“. Zu den dortigen Freunden gehörten Johann Heinrich Voß, Friedrich Heinrich Jacobi und Friedrich Leopold Graf zu Stolberg.

### Paris

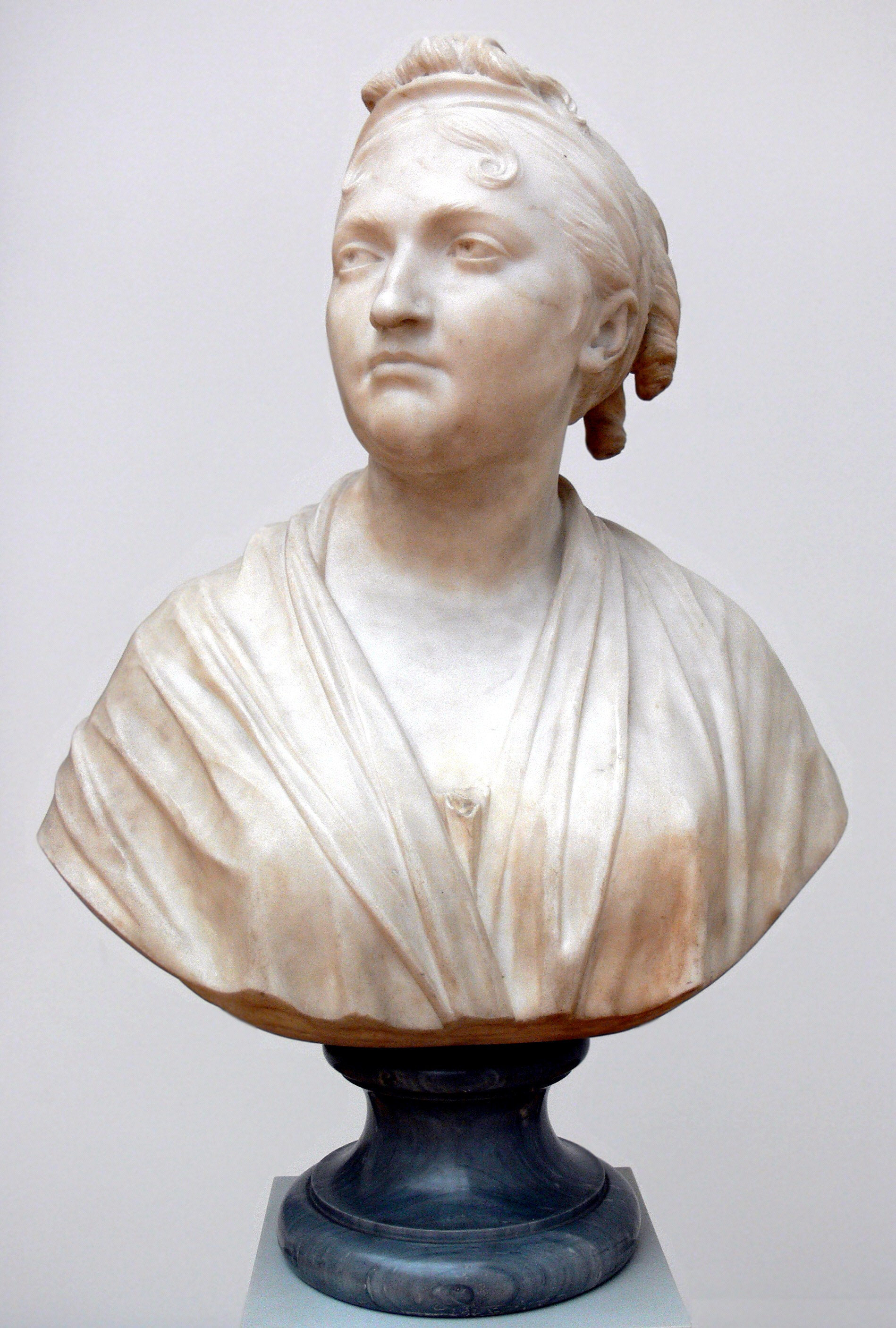
Bildnis der Dorothea von Rodde-Schlözer, Marmorbüste von Jean-Antoine Houdon, 1806

Im Jahr 1801 reiste Schlözer in Zusammenhang mit einer diplomatischen Mission ihres Mannes nach Paris. Villers und ihre Kinder begleiteten sie. In Paris besuchten sie Villers Schwester. Sie reisten zusammen mit dem Hamburger Schriftsteller Friedrich Johann Lorenz Meyer, der über seinen Aufenthalt einen Bericht verfasste. Vor allem aber suchte sie Kontakt zu den französischen Gelehrten und Wissenschaftlern, die sie ehrten, indem sie Schlözer an einer Sitzung der Ersten Klasse des Nationalinstituts teilnehmen ließen, wo sie auf dem Sitz des Ersten Konsuls Napoleon Bonaparte Platz nehmen durfte, den sie im Juli schon bei einer Theateraufführung gesehen hatten. Sie machte damals die Bekanntschaft u. a. des Naturforschers Lacépède, des Geologen Dolomieu und des Philologen Fauriel. Außerdem besuchte sie Galerien, lernte die Maler Jacques-Louis David und Jean-Baptiste Isabey kennen und wurde selbst zum Gegenstand künstlerischen Schaffens: Anicet Charles Gabriel Lemonnier fertigte ein Porträt und Jean-Antoine Houdon schuf eine Büste.
Ein zweites Mal wurde Rodde auf Diplomatenmission geschickt und wieder fuhren auch Schlözer und Villers mit nach Paris, diesmal von 1803 bis 1805. Diesmal wurde Dorothea dem Kaiserpaar vorgestellt, wobei die Kaiserin Joséphine sich besonders für „Le Docteur“ Rodde interessierte, da sie im Salon ihrer Tante, der Dichterin Fanny de Beauharnais, verkehrte. Auch besuchte sie das Ehepaar Friedrich und Dorothea Schlegel (geborene Brendel Mendelssohn), das sich von 1802 bis 1804 in Paris aufhielt. Auf dem Heimweg im Juli 1805 machten Dorothea und Villers in Göttingen Station, wo der 70. Geburtstag von Dorotheas Vater zu feiern war.

### Bankrott des Ehemannes und Rückkehr nach Göttingen
Im September 1809 starb Schlözers Vater und zur Regelung der Erbschaft reiste Schlözer im Frühjahr 1810 für längere Zeit nach Göttingen. Im September erreichte sie dort aus Lübeck die Nachricht vom Bankrott ihres Mannes, der über die umfangreichen von ihm betriebenen Kreditgeschäfte die Übersicht verloren hatte. Die Schulden betrugen am Ende ungeheure 2,7 Millionen Mark Courant. Für Schlözer bestand nun die Gefahr, dass auch sie selbst alles verlieren würde, das Erbe ihres Vaters eingeschlossen, da man nach dem lübeckischen Gewohnheitsrecht die Ehefrau in vollem Umfang für die Schulden ihres Mannes in Anspruch nehmen konnte. Mit Hilfe von Villers wandte sie ein Verfahren ab. In der Folge übersiedelte die Familie Rodde nach Göttingen, wo Schlözer ein Haus in der Langen Geismarstraße Nr. 49 kaufte. An diesem Haus sind heute Gedenktafeln für sie und für Villers angebracht.
Ihre letzten Jahre waren von Siechtum und Todesfällen überschattet: Nach dem Bankrott alterte ihr Mann schnell, ertaubte, wurde kindisch und zum Pflegefall, der seine Umgebung erheblich belastete: „Daß aber diejenigen, die mit ihm an eine Galeere geschmiedet sind, nicht halb verrückt werden, ist mir unerklärlich“, urteilte Karl Sieveking damals. 1815 starb Villers, am 13. Oktober 1820 erlag Dorotheas älteste Tochter Augusta der Schwindsucht, am 29. April 1821 starb der einzige Sohn August Ludwig, ebenfalls an der Schwindsucht. Dann erkrankte auch noch die jüngste Tochter Dorothea, genannt Dortchen. Zur Kur wurde eine Reise in den Süden empfohlen, man fuhr nach Marseille, das man im Dezember empfindlich kalt fand. Am 12. Juni verließ man Marseille. Dorothea war zu diesem Zeitpunkt bereits krank. In Avignon war dann eine Weiterreise mit der Kranken nicht möglich. Am 12. Juli 1825 starb Dorothea Freifrau von Rodde an einer Lungenentzündung. Sie wurde auf dem Friedhof Saint-Véran in Avignon beigesetzt, wo ihr Grab heute noch existiert. Ihr Ehemann überlebte sie um fünf Monate.

## Würdigung
1882 gründete Emmy Türk, Frau des Stadtphysicusses Carl Türk und Vorsitzende des Lübecker Zweigvereines des Vaterländischen Frauenvereins des Roten Kreuzes, die Frauen-Gewerbeschule und leitete diese bis 1894. Die noch heute existierende Schule wurde 1970 nach Dorothea Schlözer benannt.
Die Georg-August-Universität Göttingen fördert seit 2009 Wissenschaftlerinnen im Rahmen des Dorothea Schlözer-Programms und ehrt seit 1958 mit der Dorothea Schlözer-Medaille Frauen, die sich für Wissenschaft und Frauenbildung engagieren. Am 6. Mai 2011 wurde vom Landesfrauenrat Niedersachsen in Göttingen der frauenORT Dorothea Schlözer eingeweiht.

## Werke
- August Ludwig Schlözer, Dorothea Schlözer: Münz-, Geld- und Bergwerks-Geschichte des russischen Kaiserthums, vom J. 1700 bis 1789. Vandenhoeck und Ruprecht, Göttingen 1791 (books.google.de).
- Ruth Finckh (Hrsg., unter Mitarbeit von Roswitha Benedix, Petra Mielcke, Ortrud Schaffer-Ottermann und Dagmar von Winterfeld): Das Universitätsmamsellen-Lesebuch. Fünf gelehrte Frauenzimmer, vorgestellt in eigenen Werken. Universitätsverlag Göttingen, Göttingen 2015, S. 273–313, ISBN 978-3-86395-243-3 (Digitalisat).